# Cardroc
Cardroc est une commune française située dans le département d'Ille-et-Vilaine en région Bretagne, peuplée de 598 habitants.

## Géographie

### Localisation
Cardroc est située à moins de 20 kilomètres au nord-ouest de Rennes.
La route départementale no 27 traverse la commune d'est en ouest et passe au sud du bourg de Cardroc. La route départementale no 79 traverse le bourg du nord au sud. Le sentier de grande randonnée 37 allant de Vitré à Douarnenez passe au nord du bourg.

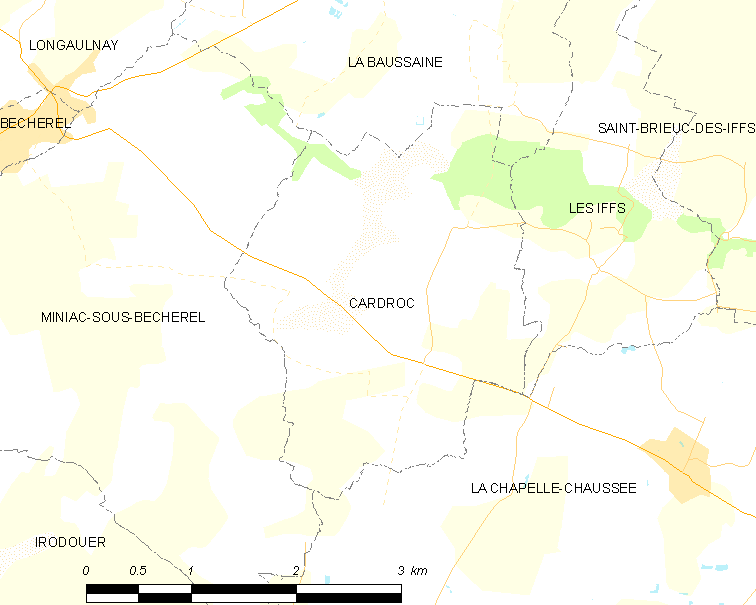
Carte de la commune de Cardroc.

La commune s'étend sur 739 ha.
|                      | La Baussaine         |          |
| Miniac-sous-Bécherel | Cardroc              | Les Iffs |
|                      | La Chapelle-Chaussée |          |

### Hydrographie
Pour un article plus général, voir Réseau hydrographique d'Ille-et-Vilaine.
La commune est située dans le bassin Loire-Bretagne. Elle est drainée par la Flume,.
La Flûme, d'une longueur de 34 km, prend sa source dans la commune de La Chapelle-Chaussée et se jette  dans la Vilaine à Rennes, après avoir traversé dix communes. 

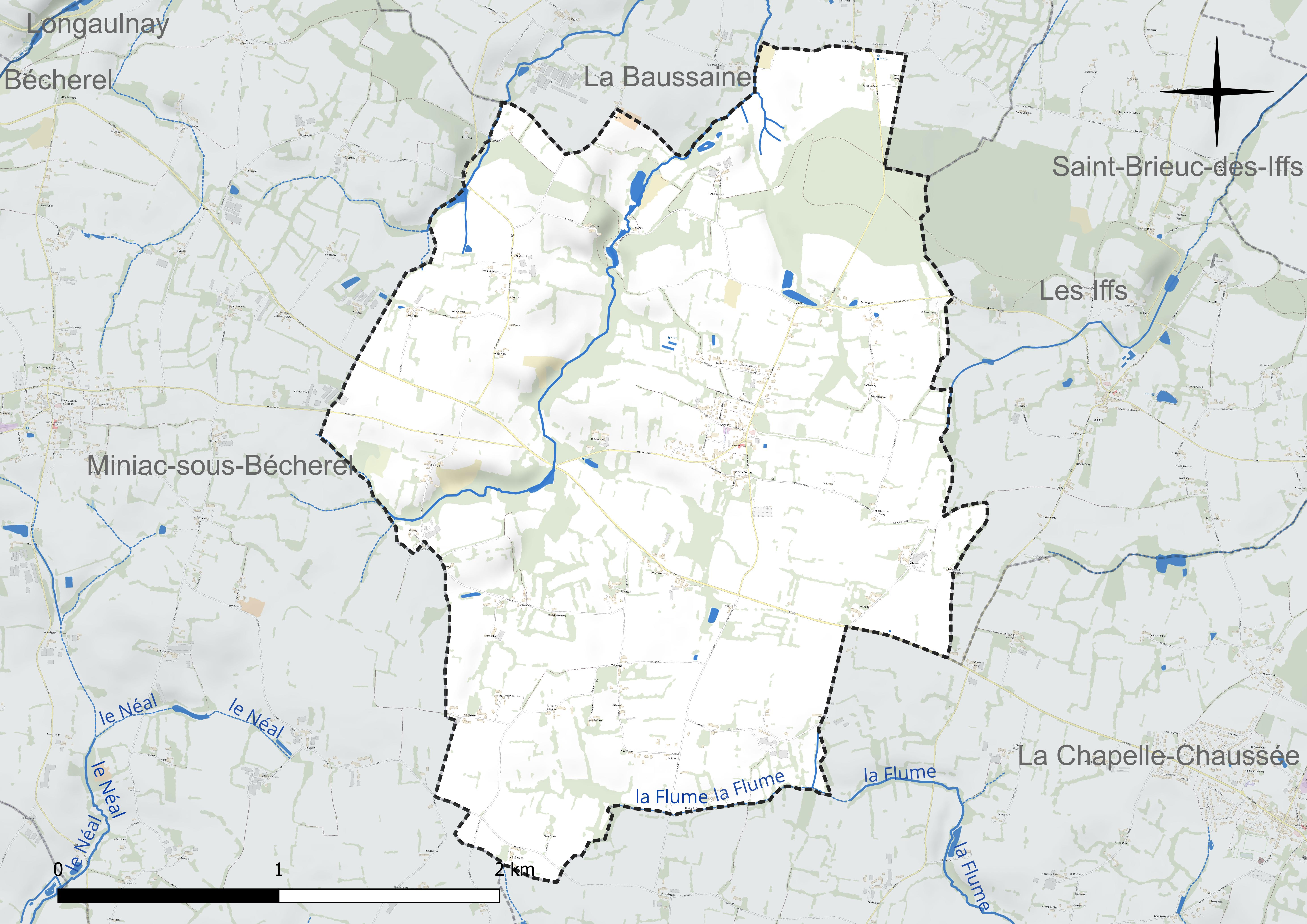
Réseau hydrographique de Cardroc.

### Climat
Pour des articles plus généraux, voir Climat de la Bretagne et Climat d'Ille-et-Vilaine.
En 2010, le climat de la commune est de type climat océanique franc, selon une étude du CNRS s'appuyant sur une série de données couvrant la période 1971-2000. En 2020, Météo-France publie une typologie des climats de la France métropolitaine dans laquelle la commune est exposée à un climat océanique et est dans la région climatique  Bretagne orientale et méridionale, Pays nantais, Vendée, caractérisée par une faible pluviométrie en été et une bonne insolation. Parallèlement l'observatoire de l'environnement en Bretagne publie en 2020 un zonage climatique de la région Bretagne, s'appuyant sur des données de Météo-France de 2009. La commune est, selon ce zonage, dans la zone « Intérieur Est », avec des hivers frais, des étés chauds et des pluies modérées.  
Pour la période 1971-2000, la température annuelle moyenne est de 11,1 °C, avec une amplitude thermique annuelle de 12,7 °C. Le cumul annuel moyen de précipitations est de 805 mm, avec 13,2 jours de précipitations en janvier et 7,8 jours en juillet. Pour la période 1991-2020, la température moyenne annuelle observée sur la station météorologique la plus proche, située sur la commune du Quiou à 11 km à vol d'oiseau, est de 11,6 °C et le cumul annuel moyen de précipitations est de 757,4 mm,. Pour l'avenir, les paramètres climatiques de la commune estimés pour 2050 selon différents scénarios d'émission de gaz à effet de serre sont consultables sur un site dédié publié par Météo-France en novembre 2022.

## Urbanisme

### Typologie
Au 1er janvier 2024, Cardroc est catégorisée commune rurale à habitat dispersé, selon la nouvelle grille communale de densité à sept niveaux définie par l'Insee en 2022.
Elle est située hors unité urbaine. Par ailleurs la commune fait partie de l'aire d'attraction de Rennes, dont elle est une commune de la couronne,. Cette aire, qui regroupe 183 communes, est catégorisée dans les aires de 700 000 habitants ou plus (hors Paris),.

### Occupation des sols
L'occupation des sols de la commune, telle qu'elle ressort de la base de données européenne d'occupation biophysique des sols Corine Land Cover (CLC), est marquée par l'importance des territoires agricoles (93,7 % en 2018), une proportion identique à celle de 1990 (93,7 %). La répartition détaillée en 2018 est la suivante : 
zones agricoles hétérogènes (62,7 %), prairies (17 %), terres arables (14 %), forêts (6,3 %). L'évolution de l'occupation des sols de la commune et de ses infrastructures peut être observée sur les différentes représentations cartographiques du territoire : la carte de Cassini (XVIIIe siècle), la carte d'état-major (1820-1866) et les cartes ou photos aériennes de l'IGN pour la période actuelle (1950 à aujourd'hui).

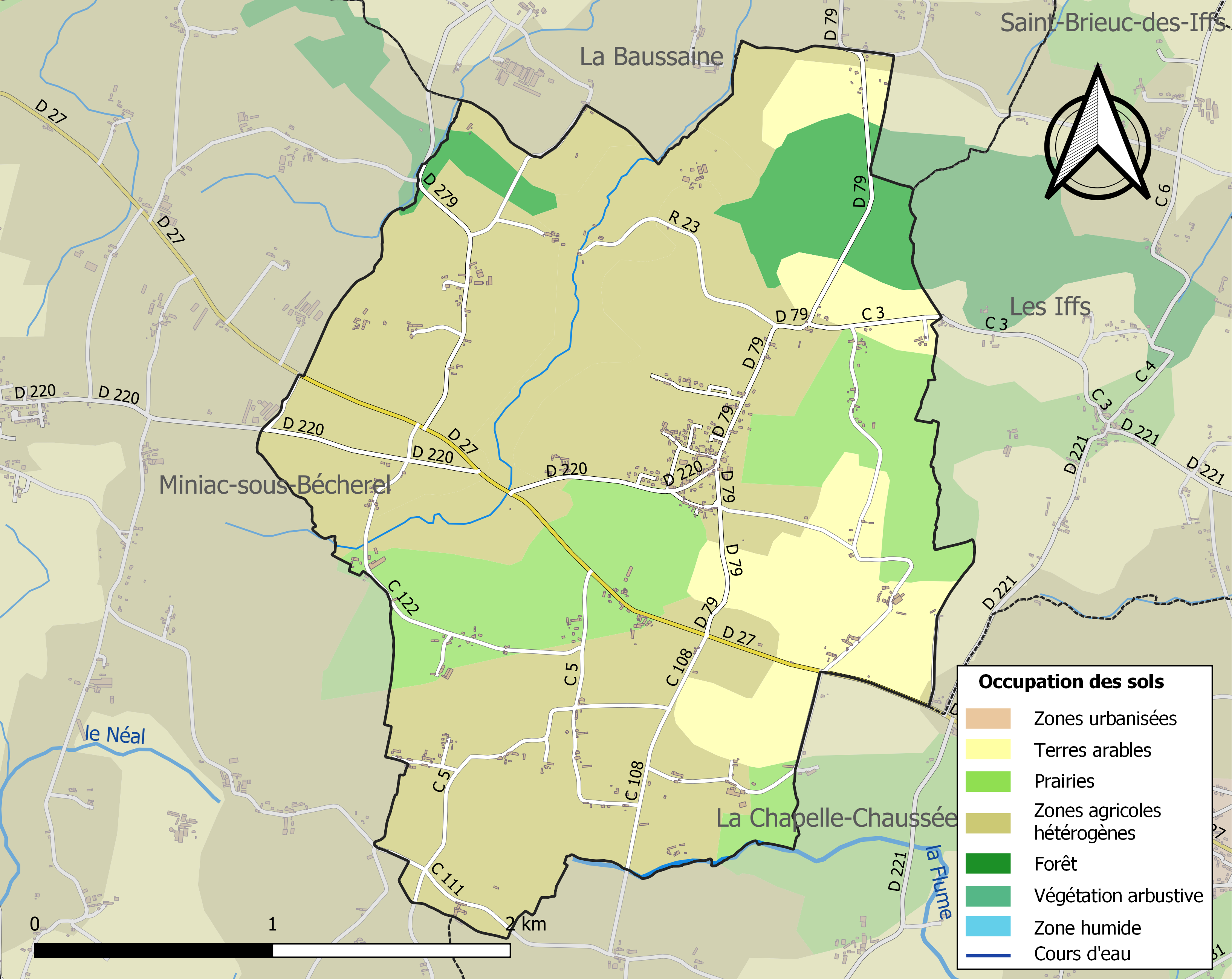
Carte des infrastructures et de l'occupation des sols de la commune en 2018 (CLC).

## Toponymie
Le nom de la localité est attesté sous la forme Capella de Cardroc en 1220, Cardreuc au XVIe siècle.
Cardroc peut venir d'une ancienne forme bretonne caer Deroc (« ville de Deroc »).
Ce lieu-dit peut se décomposer de la manière suivante, « Car » et « Dreuc » :
- Car pourrait être issu du vieux breton « Caer » signifiant « village » ou bien du breton Garzh signifiant « buisson » ou « enclos » (le G aurait alors subit une mutation durcissante en C) ;
- Droc serait lié à un personnage du nom de Dréoc. La commune de Roz-Landrieux pourrait être liée au même personnage. À Réminiac, dans le Morbihan, un lieu-dit s'appelait autrefois Gardreuc devenu aujourd'hui Gardeux et un bois s'appelle aujourd'hui le bois de Landreux, anciennement bois de Landreuc.

Dans le cartulaire de Redon en 846, il est question également du village de TrebDreoc (« trève de Dréoc »).
Cadro en gallo.

## Histoire

### Époque moderne
La mission de 1684 fut, selon le recteur de Cardroc, un plein succès ; des fidèles vinrent des trois évêchés de Saint-Malo, Rennes et Dol. « Dès les premiers jours, l'église fut tellement remplie que les bancs, ballustres, fonts et autels furent presque tous délabrés ; le long de fêtes et dimanches, l'église était tellement remplie qu'aux grandes messes et aux vespres, il en demeuroit une telle quantité dehors que les vitres en furent incommodées, et il y avait une telle exhalaison dans l'église que tout le long du lambry étoit en eau et dégouttoit. De 5 000 à 6 000 qui se présentèrent au confessionnal, il en a esté communié deux mille six à sept cents » écrit-il. Selon Alain Croix, la procession fut une reconstitution quasi-hollywoodienne des Évangiles, avec dans le rôle de la Vierge, des prophètes et des saints, les paroissiens les plus dévôts.

### LeXXIesiècle
Le 1er janvier 2014, la commune quitte la communauté de communes du Pays de Bécherel pour rejoindre la communauté de communes du Pays de la Bretagne romantique.

## Héraldique
| Blason de Cardroc | Blason  | Parti : au 1er de sable à l'aigle d'argent, au 2e d'azur à trois épis de blé d'or. |
| Blason de Cardroc | Détails | Le statut officiel du blason reste à déterminer.                                   |

## Politique et administration

### Rattachements administratifs et électoraux
Cardroc appartient à l'arrondissement de Saint-Malo depuis 2017 et au canton de Combourg depuis le redécoupage cantonal de 2014. Avant cette date, elle faisait partie du canton de Bécherel.
Pour l'élection des députés, la commune fait partie depuis 1986 de la troisième circonscription d'Ille-et-Vilaine, représentée depuis février 2020 par Claudia Rouaux (PS-NFP). Auparavant, elle a successivement appartenu à la circonscription de Saint-Malo (Second Empire), la circonscription de Montfort (IIIe République) et la 1re circonscription (1958-1986).

### Intercommunalité
De 1990 jusqu'à sa dissolution, Cardroc appartenait à la communauté de communes du Pays de Bécherel. Elle a intégré la communauté de communes Bretagne Romantique le 1er janvier 2014.

### Administration municipale
Le nombre d'habitants au dernier recensement étant compris entre 500 et 1 499, le nombre de membres du conseil municipal est de 15.

### Liste des maires
| Période                                  | Période                | Identité                      | Étiquette   | Qualité                                                               |
| ---------------------------------------- | ---------------------- | ----------------------------- | ----------- | --------------------------------------------------------------------- |
| Les données manquantes sont à compléter. |                        |                               |             |                                                                       |
| Maire en 1935                            | ?                      | Charles Amice                 | Républicain | Agriculteur                                                           |
| Les données manquantes sont à compléter. |                        |                               |             |                                                                       |
| ca. 1950                                 | septembre 1965 (décès) | Julien André                  |             |                                                                       |
| octobre 1965                             | mars 1989              | René Yvetot (1920-2004)       |             | Conducteur de travaux des Ponts et chaussées, maire honoraire         |
| mars 1989                                | mars 2008              | Jean Thyard (1950- )          |             | Animateur-formateur dans l'enseignement privé, maire honoraire (2009) |
| mars 2008                                | 25 mai 2020            | Yves Mignot (1940- )          | DVD         | Entrepreneur retraité                                                 |
| 25 mai 2020                              | En cours               | Marie-Thérèse Cakain (1961- ) |             | Aide-soignante                                                        |

## Démographie
L'évolution du nombre d'habitants est connue à travers les recensements de la population effectués dans la commune depuis 1793. Pour les communes de moins de 10 000 habitants, une enquête de recensement portant sur toute la population est réalisée tous les cinq ans, les populations de référence des années intermédiaires étant quant à elles estimées par interpolation ou extrapolation. Pour la commune, le premier recensement exhaustif entrant dans le cadre du nouveau dispositif a été réalisé en 2008.

En 2022, la commune comptait 598 habitants, en évolution de +6,41 % par rapport à 2016 (Ille-et-Vilaine : +5,46 %, France hors Mayotte : +2,11 %).
| 1793 | 1800 | 1806 | 1821 | 1831 | 1836 | 1841 | 1846 | 1851 |
| ---- | ---- | ---- | ---- | ---- | ---- | ---- | ---- | ---- |
| 593  | 973  | 826  | 849  | 954  | 867  | 864  | 863  | 822  |

| 1856 | 1861 | 1866 | 1872 | 1876 | 1881 | 1886 | 1891 | 1896 |
| ---- | ---- | ---- | ---- | ---- | ---- | ---- | ---- | ---- |
| 784  | 801  | 828  | 832  | 823  | 829  | 782  | 753  | 734  |

| 1901 | 1906 | 1911 | 1921 | 1926 | 1931 | 1936 | 1946 | 1954 |
| ---- | ---- | ---- | ---- | ---- | ---- | ---- | ---- | ---- |
| 704  | 725  | 661  | 569  | 578  | 553  | 546  | 482  | 481  |

| 1962 | 1968 | 1975 | 1982 | 1990 | 1999 | 2006 | 2008 | 2013 |
| ---- | ---- | ---- | ---- | ---- | ---- | ---- | ---- | ---- |
| 438  | 402  | 351  | 332  | 376  | 400  | 473  | 494  | 543  |

| 2018 | 2022 | - | - | - | - | - | - | - |
| ---- | ---- | - | - | - | - | - | - | - |
| 586  | 598  | - | - | - | - | - | - | - |

## Lieux et monuments

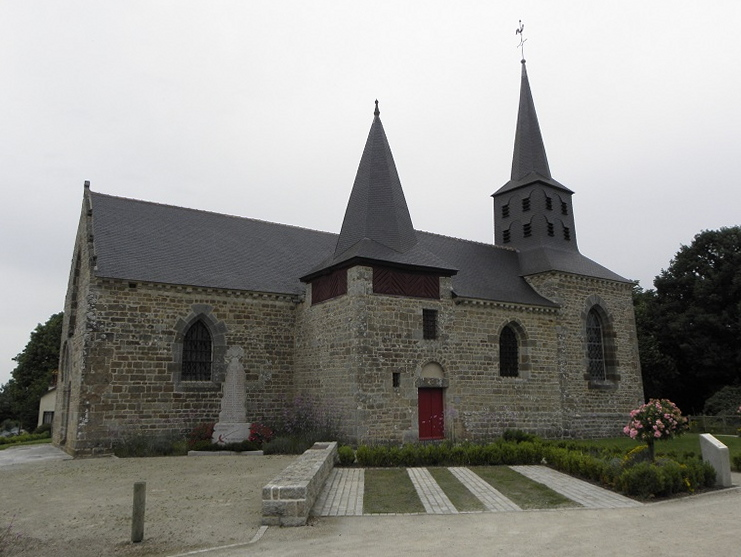
L'église paroissiale des Trois-Marie.

La commune ne possède aucun monument protégé au titre des monuments historiques mais possède plusieurs monuments inventoriés.
L'église des Trois-Marie, (XVe siècle-XVIe siècle), construite en granites de Bécherel et de Languédias comportant des modillons en calcaire du Quiou. Elle a été restaurée en 1892 par Arthur Regnault. Le nom provient du culte des Trois Marie développé en Bretagne au Moyen Âge par Pierre de Nantes, qui fut évêque de Rennes, et issu de croyances tirées de La Légende dorée.